# 蓬塔卡納
蓬塔卡纳（Punta Cana，或译为普塔卡纳），位于多米尼加东部，原来是可可海岸边的小镇，有延绵不绝的白色的沙滩面朝加勒比海和大西洋，还有许多国际五星级度假中心，是多明尼加共和国的旅游胜地。

## 地理与气候
蓬塔卡纳的人口约十万，增长率为6%，北部有著名的Cabeza de Toro、Bávaro 和 El Cortecito沙滩，据最近的500年古城伊圭有45公里。
蓬塔卡纳是热带莽原气候，夏季平均气温三十摄氏度，多雨，冬季平均气温20摄氏度。